# Evangelische Pfarrkirche Rust am See

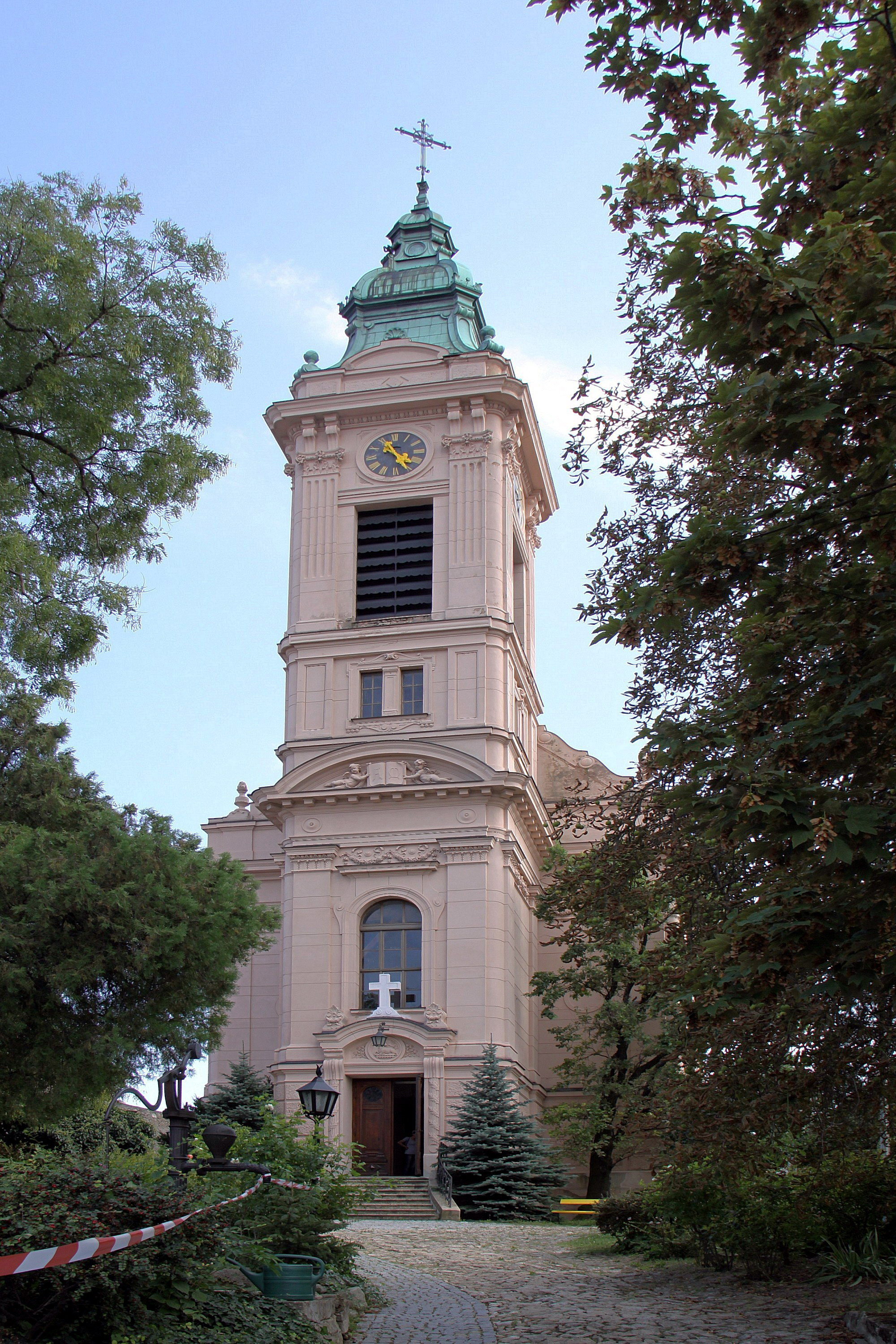
Evangelische Pfarrkirche in Rust am See

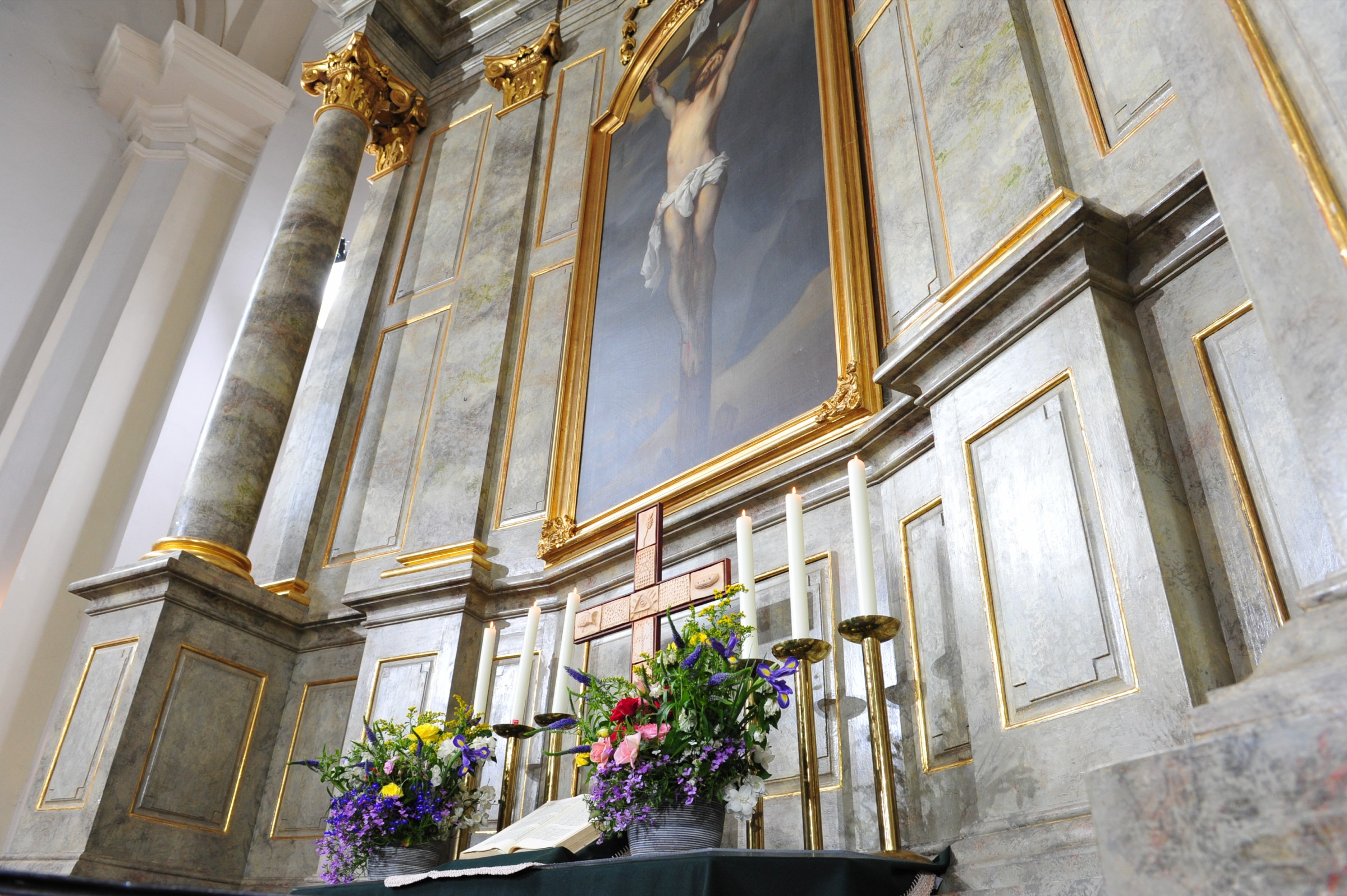
Der Hochaltar der Kirche

Die evangelisch-lutherische Pfarrkirche Rust A. B. steht in einem ehemaligen Friedhof im Westen der Fischerkirche in Stadtgemeinde Rust im Burgenland. Die Pfarrkirche gehört zur Superintendentur A. B. Burgenland und steht unter Denkmalschutz (Listeneintrag).

## Geschichte
Die Kirche wurde 1784/1785 anfangs ohne Turm mit Laurenz Neumayer aus Ödenburg erbaut. Der Turmbau an der Nordfassade erfolgte mit dem Architekten Ludwig Schöne. 1975 war eine Außenrestaurierung.

## Architektur
Der klassizistische Kirchenbau hat eine Lisenengliederung über einem rustizierten Sockel. An das Langhaus schließt ein Chor mit einem Fünfachtelschluss. Das Fassadenjoch und der Turm zeigen eine reiche neubarocke Stuckdekoration mit profilierten Gesimsen und Blumengebinden. Der Turm hat kannelierte Eckpilaster und trägt einen hohen Zwiebelhelm.
An das quadratische Mitteljoch schließt nördlich und südlich je ein kürzeres Joch an. Der Saalraum hat Platzlgewölbe zwischen Gurten auf mächtigen quadratischen Pilastern. Die Nordempore auf zwei Säulen ist an der Ostwand bis ins Mitteljoch vorgezogen. Die Apsis des Chores schließt flachelliptisch ab.
Ein Grabstein unter der Empore nennt 1734.

## Ausstattung
Der klassizistische Altar mit korinthischen Säulen und Pilastern hat einen Aufsatz mit drei Vasen. Das Altarbild Kreuzigung ist eine Kopie von Anthonis van Dyck und zeigt die Inschrift In honorem S. S. Trinitatis und ist damit ein Unikum in einer evangelischen Kirche. Die Kanzel ist aus der Bauzeit und hat am Korb die Reliefs Sämann und Bergpredigt und hat einen haubenförmigen Schalldeckel. Das Taufbecken aus der Bauzeit ist aus Holz und hat eine Buckelschale auf einem schlanken Schaft und trägt einen Deckel mit einer Täufergruppe. Der Messingluster mit einem Adler (ein sogenannter Polenluster) ist aus dem 17. Jahrhundert.

## Orgel

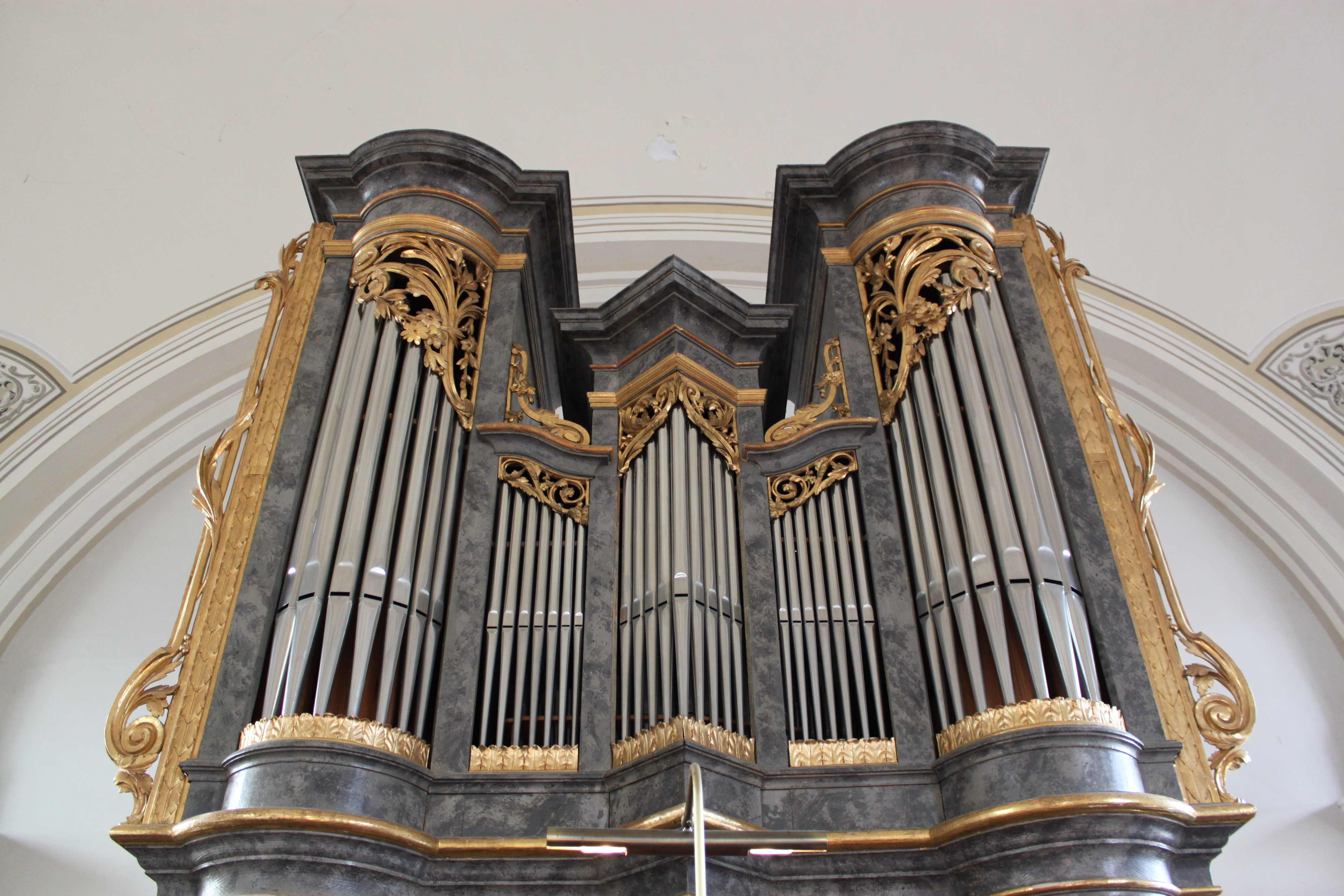
Historische Malleck-Orgel der Kirche

Die Orgel stammt aus dem Jahr 1789 und wurde von Johann Gottfried Malleck geschaffen. Sie hat neun Register auf einem Manual und Pedal und verfügt über rein mechanische Schleifladen. Drei Keilbälge versorgen das Instrument mit Spielwind, die einen Druck von 60 mm WS liefern. Diese Orgel wurde 1998 von Wolfgang Karner restauriert. Die Disposition lautet:
| Manual C–d3 |            |       |
| 1.          | Copl       | 8′    |
| 2.          | Principal  | 4′    |
| 3.          | Oktav      | 2′    |
| 4.          | Fugara     | 4′    |
| 5.          | Flöten     | 4′    |
| 6.          | Quint      | 1 ⁄3′ |
| 7.          | Mixtur III | 1′    |

| Pedal C–a1 |           |     |
| 8.         | Subbass   | 16′ |
| 9.         | Oktavbass | 8′  |

- Koppel: Man/P
- Stimmung: a3=430 Hz, ungleichschwebend